# Светлоспинный дымчатый альбатрос
Светлоспинный дымчатый альбатрос (лат. Phoebetria palpebrata) — морская птица из семейства альбатросовых.

## Описание
Светлоспинный дымчатый альбатрос длиной до 80 см. Оперение головы, горла, крыльев и хвоста имеет тёмно-коричневую окраску, остальные части тела серые, нижние части буровато-серые. Клюв длиной 105 мм, чёрный. У молодых птиц шея и спина бурые, вместо белых серые круги вокруг глаз и серовато-жёлтая полоса вокруг клюва. Масса птицы от 2,5 до 3,7 кг. Размах крыльев от 1,8 до 2,2 м. Продолжительность жизни составляет сорок лет.

## Распространение
Эти птицы встречаются на островах Южного океана: Принс-Эдуард, Амстердам, Сен-Поль, остров Херд и острова Макдоналд, Кэмпбелл, Окленд, острова Антиподов, Южная Георгия, Крозе, Кергелен, Маккуори.

## Питание
Основу рациона составляют головоногие и криль, а также другие ракообразные и рыбы.